# 1900 en sport
Cet article présente les faits marquants de l'année 1900 en sport.

## Automobile
- 14 juin : première édition de la Coupe automobile Gordon Bennett entre Paris et Lyon qui voit la victoire du pilote français Fernand Charron sur une Mors. Il boucle le parcours de 570 km en 9 heures et 9 minutes soit une moyenne de 62 km/h.

## Badminton
- L'Anglais Sydney Smith remporte les All England Championships en simple hommes. Sa compatriote Ethel Thompson enlève l'épreuve féminine.

## Baseball
- 25e édition aux États-Unis du championnat de baseball de la Ligue nationale. Les Brooklyn Superbas remportent le championnat.

## Cricket
- Le Yorkshire County Cricket Club est champion d'Angleterre.
- La Nouvelle-Galles du Sud gagne le championnat australien du Sheffield Shield.

## Cyclisme
- 15 avril : le Français Émile Bouhours s'impose dans le Paris-Roubaix.

## Escrime
- 22 mai : aux Jeux mondiaux athlétiques de Paris (Jeux olympiques), le tournoi de fleuret réservé aux professeurs (maîtres) est remporté par le Français Lucien Merignac qui bat l'Autrichien Alphonse Kirchhoffer après barrage.

## Football
- 28 janvier : 
  - fondation de la Fédération d'Allemagne de football à Leipzig.
  - Aston Villa est champion d'Angleterre.
  - Les Glasgow Rangers sont champions d'Écosse.
- 27 février : création du Bayern Munich
- 21 avril : Bury FC gagne la FA Cup face à Southampton FC en finale (4-0). Southampton FC est le premier club de la Southern League à disputer la finale de la Cup.
- 22 avril : Genoa est sacré champion d’Italie.
- Le Racing Club Bruxelles est champion de Belgique.
- 6 mai : finale du championnat de France USFSA entre le Club français, champion de Paris, et Le Havre Athlétic Club, champion de Normandie et vainqueur en barrage du champion du Nord, l'US Tourcoing. Les Havrais s'imposent 1-0. Le seul but de la partie est signé par Richards.
- 14 mai : Celtic FC remporte la Coupe d'Écosse en s'imposant en finale contre Queen's Park, 4-3.
- 20 octobre : à l'occasion des Jeux olympiques de 1900, la France (Club français) s'incline 0 - 4 contre la Grande-Bretagne (Upton Park FC)
- 23 octobre : à l'occasion des Jeux olympiques de 1900, la France (Club français) s'impose 6 - 2 face à la Belgique (Université de Bruxelles) et gagne la médaille d'argent, les Belges le bronze. L'or revient aux Britanniques.
- Fondation du FC Sète 34
- Fondation du FC Fribourg (Suisse)

## Golf
- Le Britannique John H. Taylor remporte le British Open.
- Le Britannique Harry Vardon remporte l’US Open.

## Hockey sur glace
- Les Shamrocks de Montréal remportent la Coupe Stanley.

## Jeux olympiques
- Jeux olympiques à Paris en marge de l'exposition universelle. Les compétitions se tiennent entre le 14 mai et 28 octobre. Ces jeux sont noyés dans l'Expo et il n'y a ni cérémonie d'ouverture, ni cérémonie de clôture. Les femmes accèdent au statut d'athlète olympique et 18 femmes s'affrontent ainsi notamment dans l'épreuve féminine de golf, alors sport olympique. Golf donc, mais aussi tennis, escrime ou croquet, par exemple, ont des épreuves féminines.

## Joute nautique
- J. Miramond (dit lou jouine) remporte le Grand Prix de la Saint-Louis à Cette.

## Omnisports
- 4 mars, Cross-country : la douzième édition du Championnat de France de cross-country amateurs est remporté par Chapoudry, les 16,200 km en 1 heure 2' 4" 4/5. Par équipes, septième victoire du Racing club de France.
- 16 octobre : parution à Paris du premier numéro du quotidien sportif l’Auto-Vélo.

## Rugby à XIII
- Swinton remporte la Challenge Cup anglaise.

## Rugby à XV
- Le Racing club de France est champion de France.
- Le Durham est champion d’Angleterre des comtés.
- Glebe remporte le Championnat de Sydney.

## Tennis
- 10e édition du championnat de France :
  - Le Français Paul Aymé s’impose en simple hommes.
  - La Française Prévost s’impose en simple femmes.
- 24e édition du Tournoi de Wimbledon :
  - Le Britannique Reginald Frank Doherty s’impose en simple hommes.
  - La Britannique Blanche Bingley s’impose en simple femmes.
- 20e édition du championnat des États-Unis :
  - L’Américain Malcolm Whitman s’impose en simple hommes.
  - L’Américaine Myrtle McAteer s’impose en simple femmes.
- 8 - 10 août en sport : les États-Unis remportent la première édition de la Coupe Davis contre la Grande-Bretagne, 3-0.

## Naissances
- 10 janvier : Henri Bréau, coureur cycliste français.
- 16 juillet : André Routis, boxeur français.
- 4 août : Louis Mistral, footballeur français.
- 11 août : Charles Paddock, athlète américain.
- 1er octobre : Tom Goddard, joueur de cricket britannique († 22 mai 1966).
- 9 octobre : Roger François, haltérophile français, champion olympique (catégorie 75 kg) lors des Jeux d'Amsterdam en 1928. († 16 février 1949).
- 19 octobre : Bill Ponsford, joueur de cricket australien. († 6 avril 1991).
- 23 octobre : Douglas Jardine, joueur de cricket anglais, comptant 22 sélections en test cricket de 1928 à 1934. († 18 juin 1958).
- 29 octobre : Roger François, haltérophile français, champion olympique (catégorie poids moyen) en 1928 lors des Jeux de la IXe Olympiade à Amsterdam, aux Pays-Bas. († 16 février 1949).

## Décès
- 17 novembre : John Ferris, 33 ans, joueur de cricket australien et anglais. (° 21 mai 1867).